# Dykapparat

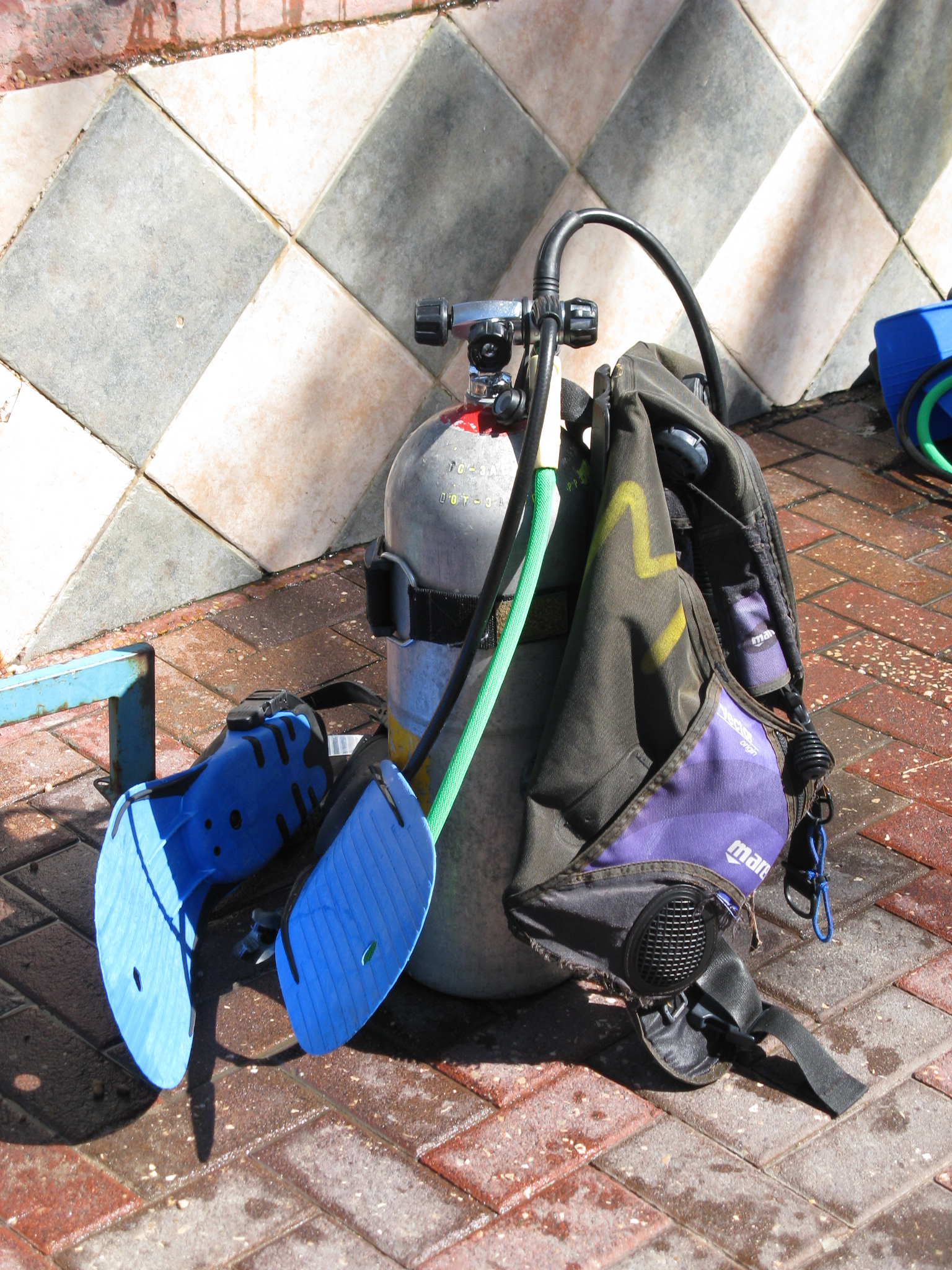
Dykapparat

Dykapparaten är den del av dykarens utrustning som möjliggör att man kan vistas under vattnet.
Dykapparaten består av tre delar: dykväst, flaska och regulatorpaket.